# Naoya Komazawa
Naoya Komazawa (japanisch 駒沢 直哉 Komazawa Naoya; * 17. Mai 2002 in der Präfektur Ishikawa) ist ein japanischer Fußballspieler.

## Karriere
Naoya Komazawa erlernte das Fußballspielen in der Jugend von Zweigen Kanazawa sowie in der Universitätsmannschaft der Waseda-Universität. Seinen ersten Vertrag unterschrieb er am 1. Februar 2025 beim Yokohama FC. Der Verein aus Yokohama spielt in der ersten japanischen Liga, der J1 League. Sein Erstligadebüt gab Naoya Komazawa am 15. März 2025 (6. Spieltag) im Heimspiel gegen Cerezo Osaka. Bei dem 2:0-Heimerfolg stand er in der Startelf und wurde in der 86. Minute gegen Keijirō Ogawa ausgewechselt.